# Gara Miercurea Ciuc
Gara Miercurea Ciuc este o gară care deservește municipiul Miercurea Ciuc, județul Harghita, România.